# Hada alpina
Hada alpina là một loài bướm đêm trong họ Noctuidae.